# Život a cesta hrocha Obludvíka
Život a cesta hrocha Obludvíka je kniha, kterou napsal český hudebník a spisovatel Jiří Dědeček a ilustroval Petr Nikl. Kniha v České republice vyšla v roce 2013 v nakladatelství Limonádový Joe. Byla vytvořena i audioverze díla, kde kromě Jiřího Dědečka zpívá i Jan Burian.

## Postavy
- Obludvík – plyšový, třikrát promoklý hoch, jehož velkým snem je nechat se vykartáčovat v automyčce
- Prachzkříd – stvoření vzniklé z prašných kříd, nejlepší přítel Obludvíka
- Vařihouska – pracovník v rychlém občerstvení a další přítel Obludvíka
- Složsitričko – trochu vědec, trochu uličník, Obludvíkův souputník

## Příběh
Kniha vypráví příběh třikrát promoklého hrocha Obludvíka který se vydal na cestu. Cíl své cesty vidí v automyčce. Cestou potkává Prachuskřída, Vařihousku a Složsitrička, kteří se k němu připojují. Na cestě potkávají například Slepičáka, Toaletního Tapíra a Jeho Králičenstvo a procházejí městy Železná Nuda, Hrochův Týnec, Tři Střevíce nad Spropitnou a dalšími. Každá kapitola končí (díky Obludvíkově touze se vykartáčovat v automyčce) písní Ach mamičko, ach má myčko...